# 守屋町出口
守屋町出口（もりやちょうでぐち）は、神奈川県横浜市神奈川区にある首都高速神奈川1号横羽線の出口である。
羽田・銀座方面からの出口のみ設置されている。

## 標識の表示
出口
- 出口 : 守屋町
- 番号 : 157
- 方面 : 恵比須町 守屋町

入口
- 入口 : 守屋町
- 番号 : 157

## 接続道路
- 神奈川産業道路

海側の守屋町・恵比須町方面への出口であり、国道15号（第一京浜）・国道1号（第二京浜）方面へは約200m先の子安出入口を利用することとなる。

## 周辺
- 京急新子安駅
- 新子安駅
- JVCケンウッド本社・横浜事業所
- 日産自動車横浜工場
- ENEOS横浜製造所

## 隣
首都高速神奈川1号横羽線
(154)生麦出入口 - (157)守屋町出口 - (159)子安出入口